# Макаракський
Макара́кський (рос. Макаракский) — селище у складі Тісульського округу Кемеровської області, Росія.

## Населення
Населення — 442 особи (2010; 453 у 2002).